# Corleone (film)
Corleone è un film del 1978 diretto da Pasquale Squitieri, interpretato da Giuliano Gemma e Claudia Cardinale, liberamente ispirato al saggio-inchiesta I complici: gli anni dell'antimafia (1973) di Orazio Barrese, che narrava l'ascesa del boss mafioso Luciano Leggio.
È la storia di due amici d'infanzia di Corleone, Michele e Vito, dei quali il primo diventa sindacalista, l'altro un boss mafioso.

## Trama
Le vite di due amici siciliani di Corleone si divaricano: l'uno, Michele Labruzzo, diventa irreprensibile sindacalista che capeggia i contadini nelle loro rivendicazioni e nella conquista delle terre, l'altro, Vito Gargano, spinto dall'ambizione a emergere, segue, invece, la strada mafiosa di Don Giusto Provenzano. Quest'ultimo, chiede a Vito di uccidere Michele, che accetta e diviene uomo di fiducia del boss. Nel frattempo Gargano sposa Rosa Accordino, la fidanzata di Michele. 
Vito si circonda di persone fidate: uomini armati, uomini potenti legati alla politica come l'avvocato Natale Calia, uomini abili e competenti come il ragioniere Biagio Lo Cascio.
Vito è talmente privo di scrupoli che arriva a tradire e uccidere Provenzano per prenderne il posto. Raggiunge così, una tale potenza da suscitare timori nei vari ambienti.
Viene così denunciato e processato per una serie di sequestri di persona, ma viene assolto, con formula piena, grazie alla testimonianza del ragioniere Lo Cascio e all'abilità dell'avvocato Calia, che riesce a far sparire alcuni documenti compromettenti legati alle attività di una delle società di Vito.
L'uomo, ormai si sente sicuro e senza freni, quando i giudici riescono a far spiccare un secondo ordine di cattura per una serie di altre attività illecite di Vito.
A questo punto viene consigliato da Calia, che comincia ad avere le mani legate, di fuggire e nascondersi. Ma nel suo rifugio, un appartamento in condominio viene raggiunto, prima dei poliziotti, da uno sconosciuto killer che lo uccide sotto gli occhi della moglie e del piccolo figlioletto.
In realtà il killer è l'ex braccio destro Carmelo che, in una sequenza precedente, apprende all'aeroporto da Calia, che avrebbe dovuto eliminare l'amico e si mette le mani giunte sul viso in segno di disperazione per l'atto che dovrà commettere.

## Colonna sonora
La colonna sonora di questo film è stata composta da Ennio Morricone e pubblicata in CD tra gli altri dall'etichetta Cecchi Music. La colonna sonora è organizzata in 22 brani.
| 1  | Addio a Palermo, pt. 1                     | 3:45 |
| 2  | Corleone, pt. 1                            | 4:10 |
| 3  | Una voce dal carcere, pt. 1                | 1:16 |
| 4  | Rivolta popolare                           | 1:30 |
| 5  | Addio al figlio                            | 2:46 |
| 6  | Corleone, pt. 2                            | 2:23 |
| 7  | Cospirazione, pt. 1                        | 2:21 |
| 8  | In tribunale, pt. 1                        | 2:07 |
| 9  | Alla donna                                 | 3:31 |
| 10 | Cassandra                                  | 1:02 |
| 11 | Una voce dal carcere, pt. 2                | 0:44 |
| 12 | Celebrazione e colazione                   | 2:23 |
| 13 | Addio a palermo, pt. 2                     | 1:28 |
| 14 | Cospirazione, pt. 2                        | 1:06 |
| 15 | Corleone, pt.3                             | 1:01 |
| 16 | Una voce dal carcere, pt. 3                | 1:16 |
| 17 | Addio a Palermo, pt. 3                     | 1:20 |
| 18 | Cospirazione, pt. 3                        | 1:06 |
| 19 | In tribunale, pt. 2                        | 1:37 |
| 20 | Una voce dal carcere, pt. 4                | 1:16 |
| 21 | Addio a palermo, pt. 4                     | 2:45 |
| 22 | Corleone (Jazz source music - Bonus track) | 1:31 |

## Distribuzione
Il film venne distribuito nel circuito cinematografico italiano il 4 novembre 1978.
La pellicola uscì in seguito anche nei paesi anglofoni con il titolo Father of the Godfathers.

## Accoglienza

### Incassi
Il film ha incassato complessivamente 2.304.300.190 lire dell'epoca, risultando il 22° miglior incasso in Italia della stagione cinematografica 1978-1979.

### Critica
Nonostante il successo di pubblico, Squitieri ha ammesso di non considerare il film tra le sue opere migliori, definendolo "decisamente inferiore a Il prefetto di ferro".